# Pingshan, Huidong
Pingshan (kinesiska: 平山) är ett stadsdelsdistrikt i sydöstra Kina. Det ligger i Huidong härad i staden Huizhou i provinsen Guangdong, omkring 150 kilometer öster om provinshuvudstaden Guangzhou.